# Dieunomia mesillae
Dieunomia mesillae är en biart som beskrevs av Cockerell 1899. Dieunomia mesillae ingår i släktet Dieunomia och familjen vägbin. Inga underarter finns listade i Catalogue of Life.